# Papyrus 106
Papyrus 106 (nach Gregory-Aland mit Sigel {\displaystyle {\mathfrak {P}}}106 bezeichnet) ist eine frühe griechische Abschrift des Neuen Testaments.

## Beschreibung
Das Fragment stammt von einer antiken Müllkippe im ägyptischen Oxyrhynchus. Es regnet dort so gut wie nie, darum sind diese Fragmente erhalten geblieben. Dieses Papyrusmanuskript des Johannesevangeliums enthält nur die Verse 1,29–35; 1,40–46. Mittels Paläographie wurde es auf das 3. Jahrhundert datiert.

## Text
Der griechische Text des Kodex repräsentiert den Alexandrinischen Texttyp und steht damit {\displaystyle {\mathfrak {P}}}66, {\displaystyle {\mathfrak {P}}}75, Codex Sinaiticus und Codex Vaticanus nahe.

## Aufbewahrungsort
Die Handschrift wird zurzeit in der Bodleian Art, Archaeology and Ancient World Library unter der Signatur P. Oxy. 4445 in Oxford aufbewahrt.

### Abbildungen
- P.Oxy. LXIV 4445 from Papyrology at Oxford’s „POxy: Oxyrhynchus Online“
- {\displaystyle {\mathfrak {P}}}106 recto
- {\displaystyle {\mathfrak {P}}}106 verso

### Offizielle Registrierung
- „Fortsetzung der Liste der Handschriften“ Institut für Neutestamentliche Textforschung, Universität Münster. (PDF-Datei; 147 kB)